# 니클라스 쥘레
니클라스 쥘레(독일어: Niklas Süle, 1995년 9월 3일 ~ )는 독일의 축구 선수로 현재 보루시아 도르트문트에서 수비수로 활동 중이며 2016년 하계 올림픽 은메달리스트이다.

## 선수 경력

### 클럽
2012년 TSG 1899 호펜하임 2군 입단을 통해 프로에 입문한 쥘레는 이듬해인 2013년 1군팀에 전격 콜업된 이후 2016-17 시즌까지 116경기 8골을 기록했고 그 뒤 2017-18 시즌을 앞두고 분데스리가의 강호 바이에른 뮌헨으로 이적하여 리그 4연패, DFB-포칼컵 2연패, DFL-슈퍼컵 3회 우승, 2019-20년 UEFA 챔피언스리그 우승, 2020년 UEFA 슈퍼컵 우승, 2020년 FIFA 클럽 월드컵 우승을 맛보았으며 뮌헨으로 이적 후 2021-22 시즌까지 171경기 7골을 기록했다.

### 국가대표팀
독일 U-17 대표팀 소속으로 2012년 UEFA U-17 축구 선수권 대회에 출전하여 팀의 준우승을 이끌었고 이후 독일 U-23 대표팀 소속으로 2016년 하계 올림픽에 출전하여 독일의 28년만의 메달 획득(은메달)에 기여했으며 올림픽이 끝난 이후 핀란드, 노르웨이와의 경기를 앞두고 독일 성인대표팀에 첫 발탁되어 핀란드와의 국제 A매치 데뷔전에서 후반 14분까지 소화했다.
그 뒤 2017년 FIFA 컨페더레이션스컵에 출전하여 팀의 마지막 컨페드컵 우승을 만들었고 이듬해에 열린 2018년 FIFA 월드컵 본선에도 출전하여 스웨덴과의 F조 2차전에서는 2-1로 이겼지만 이전 경기인 멕시코와의 첫 경기에서는 0-1의 충격패를 당했고 이후 조 최약체로 평가받던 대한민국과의 최종전에서는 0-2의 완패를 당하면서 1938년 FIFA 월드컵 이후 80년만이자 제2차 세계 대전 이후 사상 첫 월드컵 조별리그 탈락이라는 치욕적인 결과를 받아들였다.
감독이 한지 플리크로 교체되고 나서 출전한 2022년 FIFA 월드컵에서는 본선에서 본인의 주력 포지션이 센터백임에도 불구하고 한지 플리크 멋대로 풀백으로 배치당하는 바람에 제대로 힘을 쓸 수 없었으며 결국 이게 일본과의 경기에서 역전패를 당하는 원인을 제공했다. 이런 사태를 경험하고 나서야 원래 포지션인 센터백으로 출전한 스페인전에서는 1 - 1로 무승부를 거두었다.